# Ogataea methanolica
Ogataea methanolica är en svampart som först beskrevs av Makig., och fick sitt nu gällande namn av Kurtzman & Robnett 20 10. Ogataea methanolica ingår i släktet Ogataea och familjen Pichiaceae.   Inga underarter finns listade i Catalogue of Life.